# عرفان زينيلي
عرفان زينيلي (بالفنلندية: Erfan Zeneli)‏ (28 ديسمبر 1986 بجاكوفا في صربيا - ) هو لاعب كرة قدم فنلندي في مركز الوسط. شارك مع منتخب فنلندا تحت 21 سنة لكرة القدم ومنتخب فنلندا لكرة القدم. أما مع النوادي، فقد لعب مع نادي شاختار قراغندي ونادي هلسنكي وKlubi 04 ‏ ومكابي بتاح تكفا.

## وصلات خارجية
- عرفان زينيلي على موقع الاتحاد الدولي (مؤرشف)  (الإنجليزية)
- عرفان زينيلي على موقع قاعدة بيانات كرة القدم.إي يو (الإنجليزية)
- عرفان زينيلي على موقع ناشيونال فوتبول تيمز (الإنجليزية)
- عرفان زينيلي على موقع Soccerway.com (الإنجليزية)
- عرفان زينيلي على موقع عالم كرة القدم.نت (الإنجليزية)
- عرفان زينيلي على موقع AS.com (الإسبانية)